# Schenara
Das Schenara (Eigenbezeichnung Syenara), manchmal auch Senufo-Schenara genannt, ist eine Sprache aus einem Cluster von Sprachen, die Senari genannt werden. Es ist eine Senufo-Sprache, die in Mali und den Zirkeln um Sikasso und von Kadiolo gesprochen wird, sowie in der Elfenbeinküste und in Burkina Faso.
Es zählt zur Sprachgruppe der Senufo-Sprachen und wird in Mali von etwa 100.000 Personen gesprochen. Viele ursprüngliche Schenari-Sprecher sprechen heute Französisch, die einzige zugelassene Amtssprache Malis.
Sie steht den meisten anderen Senufo-Sprachen sehr nah, ebenso wie das Mamara.

## Schrift
In Mali wird das Schenara mit einem lateinischen Alphabet, welches durch das Dekret No159/PG-RM vom 19. Juli 1982 definiert wurde, geschrieben.
| Schenara-Alphabet (Mali 1982) | Schenara-Alphabet (Mali 1982) | Schenara-Alphabet (Mali 1982) | Schenara-Alphabet (Mali 1982) | Schenara-Alphabet (Mali 1982) | Schenara-Alphabet (Mali 1982) | Schenara-Alphabet (Mali 1982) | Schenara-Alphabet (Mali 1982) | Schenara-Alphabet (Mali 1982) | Schenara-Alphabet (Mali 1982) | Schenara-Alphabet (Mali 1982) | Schenara-Alphabet (Mali 1982) | Schenara-Alphabet (Mali 1982) | Schenara-Alphabet (Mali 1982) | Schenara-Alphabet (Mali 1982) | Schenara-Alphabet (Mali 1982) | Schenara-Alphabet (Mali 1982) | Schenara-Alphabet (Mali 1982) | Schenara-Alphabet (Mali 1982) | Schenara-Alphabet (Mali 1982) | Schenara-Alphabet (Mali 1982) | Schenara-Alphabet (Mali 1982) | Schenara-Alphabet (Mali 1982) | Schenara-Alphabet (Mali 1982) | Schenara-Alphabet (Mali 1982) | Schenara-Alphabet (Mali 1982) | Schenara-Alphabet (Mali 1982) | Schenara-Alphabet (Mali 1982) | Schenara-Alphabet (Mali 1982) | Schenara-Alphabet (Mali 1982) | Schenara-Alphabet (Mali 1982) | Schenara-Alphabet (Mali 1982) |
| ----------------------------- | ----------------------------- | ----------------------------- | ----------------------------- | ----------------------------- | ----------------------------- | ----------------------------- | ----------------------------- | ----------------------------- | ----------------------------- | ----------------------------- | ----------------------------- | ----------------------------- | ----------------------------- | ----------------------------- | ----------------------------- | ----------------------------- | ----------------------------- | ----------------------------- | ----------------------------- | ----------------------------- | ----------------------------- | ----------------------------- | ----------------------------- | ----------------------------- | ----------------------------- | ----------------------------- | ----------------------------- | ----------------------------- | ----------------------------- | ----------------------------- | ----------------------------- |
| A                             | B                             | C                             | D                             | E                             | Ɛ                             | F                             | G                             | GB                            | H                             | I                             | J                             | K                             | KP                            | L                             | M                             | N                             | Ɲ                             | Ŋ                             | O                             | Ɔ                             | P                             | R                             | S                             | SH                            | T                             | U                             | V                             | W                             | Y                             | Z                             | ZH                            |
| a                             | b                             | c                             | d                             | e                             | ɛ                             | f                             | g                             | gb                            | h                             | i                             | j                             | k                             | kp                            | l                             | m                             | n                             | ɲ                             | ŋ                             | o                             | ɔ                             | p                             | r                             | s                             | sh                            | t                             | u                             | v                             | w                             | y                             | z                             | zh                            |